# Чаббі Чекер

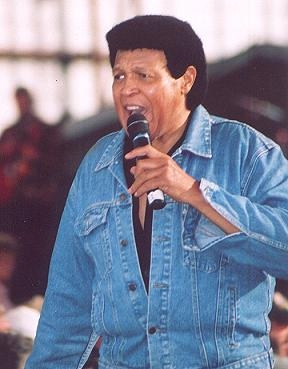
Чаббі Чекер, 2005 рік

Чаббі Чекер (англ. Chubby Checker), справжнє ім'я Ернест Еванс (Ernest Evans, нар. 3 жовтня 1941) — американський співак і автор пісень, популяризатор Твіста в 1960-ті роки. Один з головних його хітів це кавер-версія пісні Хенка Балларда «The Twist».

## Життєпис
Народився в Спрінг Галлі, штат Південна Кароліна. Дебютний сингл «The Class» випустив 1959 року. Того ж року він отримав свій сценічний псевдонім Чаббі Чекер за аналогією з Фетс Доміно (у перекладі з англ. fat — товстий, chubby — товстощокий; domino і checker — відповідно доміно і шашки).
Поворотним моментом у кар'єрі співака став запис 1960 року кавер-версії пісні Хенка Балларда «The Twist». Однак на початку Чекер зіткнувся з труднощами: голова Cameo-Parkway Records мав намір зробити композицію бі-сайд ом, тому співак був змушений сам популяризувати пісню, даючи живі концерти і виступаючи по телебаченню. Незабаром сингл «The Twist» став справжнім хітом і 19 вересня 1960 досягнув першої сходинки Billboard Hot 100. На початку 1962 року «The Twist» знову набрав популярність і впродовж двох тижнів був на вищому щаблі хіт-параду.
Іншим синглом Чекера, що досяг вершини Billboard Hot 100, стала записана 1960 року пісня «Pony Time». Новий твістовий сингл співака, «Let's Twist Again» 1961 року був відзначений премією «Греммі», а також увійшов до топ-10 британського чарту. Услід за цим були такі хіти, як «Dancin' Party», «Limbo Rock» і «Popeye The Hitchhiker». 1964 року Чекер одружився з Катаріною Лоддерс, міс світу 1962 року. У другій половині 1960-х твістова лихоманка почала спадати. Тоді ж почала знижуватися і популярність Чекера.
Новим успіхом Чекера стала записана 1987 року з реп-групою The Fat Boys нова версія «The Twist», відзначена в чартах Європи і США. У 1990-ті музикант нерідко з'являвся в телевізійній рекламі. У наш час він також власник свого ресторану.